# Veine digitale plantaire
Les veines digitales plantaires sont huit veines du membre inférieur situées dans le pied.

## Origine
Les veines digitales plantaires naissent du réseau veineux de la pulpe des orteils. Elles sont au nombre de deux par orteil.

## Trajet
Les veines digitales plantaires cheminent sur les bords des orteils, une du côté latéral et une du côté médial. Elles reçoivent des anastomoses des veines digitales dorsales du pied.

## Terminaison
Les veines digitales plantaires s'unissent pour former les quatre veines métatarsiennes plantaires.